# Dumpweed
Singles de Blink-182
Man Overboard
(2000) The Rock Show
(2001)
Dumpweed est une chanson du groupe Blink-182 qui apparaît sur l'album Enema of the State. Elle est sortie par la suite en single version live tiré de l'album live The Mark, Tom, and Travis Show (The Enema Strikes Back!) en 2000. La version live est légèrement plus longue que la version studio.

## Liste des pistes
| Dumpweed (Live) | Dumpweed (Live) | Dumpweed (Live) | Dumpweed (Live) | Dumpweed (Live) | Dumpweed (Live) | Dumpweed (Live) | Dumpweed (Live) | Dumpweed (Live) | Dumpweed (Live) |
| No              | Titre           | Auteur          | Durée           |                 |                 |                 |                 |                 |                 |
| --------------- | --------------- | --------------- | --------------- | --------------- | --------------- | --------------- | --------------- | --------------- | --------------- |
| 1.              | Dumpweed (Live) | Blink-182       | 2:53            |                 |                 |                 |                 |                 |                 |
| 2:53            |                 |                 |                 |                 |                 |                 |                 |                 |                 |

Le CD contient de plus deux pistes contenant des interviews du groupe.

## Collaborateurs
- Tom DeLonge — Chant, Guitare
- Mark Hoppus — Chant, Basse
- Travis Barker — Batterie